# Sršen (priimek)
Sršen je priimek več znanih Slovencev:
- Barbara Sršen (por. Čeferin) (*1968), fotografinja, galeristka
- Edvard Sršen (1934—2021), operni pevec, baritonist
- Eva Sršen (*1951), pevka zabavne glasbe
- Helena Drnovšek Sršen (1934—2015), predavateljica opisne geometrije
- Janez Sršen (1933—2016), lektor, avtor jezikovnih priročnikov, aforist, prevajalec
- Matej Sršen, odvetnik, soustanovitelj glasbene (pank) skupine Grupa 92 (pevec, kitarist)
- Rozalija Sršen (um.i. Zalla Zarana) (1897—1967), filmska igralka v Holywoodu
- Srečko Sršen, telovadec v 20 . letih 20. stol.
- Stane Sršen, TV-režiser
- Tanja Premru Sršen, ginekologinja
- Tomaž Sršen (*1959), radijski voditelj, sommelier, glasbenik
- Valentina Sršen (r. Hribovšek) (1929—1999), zdravnica
- Vekoslav Sršen (1928—2016), turistični strokovnjak

## Tuji znani nosilci priimka
- Nela Sršen (*1965), hrvaško-italijanska zdravnica, kirurginja, humanitarka
- Stjepan Sršen/Sršan?, hrvaški zgodovinar (srednjeveške Slavonije)